# Карчава, Григорий Зосимович
Григорий Зосимович Карчава (груз. გრიგოლ ზოსიმეს ძე ქარჩავა; 1907, с. Накиани, Зугдидский уезд, Кутаисская губерния, Российская империя — ?) — советский государственный и партийный деятель.

## Биография
Родился в 1907 в селе Накиани Зугдидского уезда Кутаисской губернии Российской империи (ныне село в составе Чхороцкуского муниципалитета Грузии), в бедной крестьянской семье. 
В 1921 году после советизации Грузии вступил в комсомол, работал в Мартвильском, а позже в Сенакском райкомах ВЛКСМ. В 1930-х после окончания Грузинского сельскохозяйственного института, работал заместителем декана факультета агромеханизации и научным сотрудником Закавказского института механизации и электрификации сельского хозяйства. Затем работал в Ингирском чайном совхозе сначала инженером-механизатором, затем директором. В 1939 управляющий трестом «Чайсохоз — Грузия». 
С 1939 года на партийной работе — заведующий Сельскохозяйственным отделом ЦК КП(б) Грузии.
С 1941 года по август 1943 года 1-й секретарь Цхакаевского районного комитета КП(б) Грузии.
С августа 1943 года по ноябрь 1946 года 2-й секретарь Абхазского областного комитета КП(б) Грузии.
С ноября 1946 года заведующий Отделом торговли и общественного питания ЦК КП(б) Грузии.
В 1949 заведующий Отделом лёгкой промышленности ЦК КП(б) Грузии.
С 21 апреля 1953 года по 2 октября 1953 года — 1-й секретарь Абхазского областного комитета КП Грузии.

## Награды
- Орден Трудового Красного Знамени (24.02.1941)
- Орден Красной Звезды
- Орден «Знак Почёта»